# Tuc de Balaguera
El Tuc de Balaguera és una muntanya que es troba en el límit dels termes municipals de la Vall de Boí (Alta Ribagorça) i Naut Aran (Vall d'Aran), dins del Parc Nacional d'Aigüestortes i Estany de Sant Maurici.

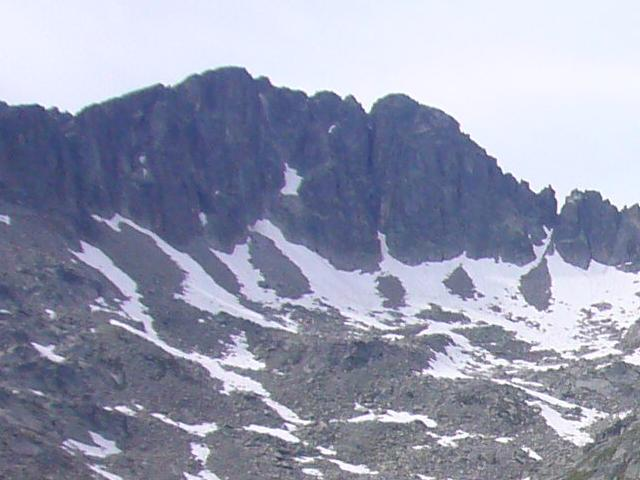
Tuc de Balaguera i Pic de la Tallada Llarga

El pic, de 2.752,8 metres, s'alça a la carena que separa la Vall de Colieto (S) i el Circ de Colomèrs (N); amb el Pic de la Tallada Llarga a l'oest, l'Agulha Lara al nord i el Tuc de Serreta a l'est-sud-est.